# Ricardo Salles
Ricardo de Aquino Salles, né le 8 juin 1975 à São Paulo, est un homme politique brésilien, membre du Parti libéral.
D'abord secrétaire du gouverneur de São Paulo, Geraldo Alckmin, et secrétaire à l'environnement de cet État, il occupe la fonction de ministre de l'Environnement du 1er janvier 2019 au 23 juin 2021, sous la présidence de Jair Bolsonaro. 
Il démissionne de son poste en raison de deux enquêtes ouvertes contre lui par la justice brésilienne : une première pour avoir entravé l’une des plus vastes enquêtes contre un programme de déforestation illégale en Amazonie ; une seconde pour des soupçons d’implication dans un important réseau criminel international de contrebande de bois. Il est remplacé dans ses fonctions par Joaquim Alvaro Pereira Leite.  
Il est élu député fédéral lors des élections parlementaires de 2022.

## Biographie
Ricardo Salles est né à São Paulo, dans une famille d'avocats. Il est lui-même diplômé en droit des affaires.

### Carrière politique

#### Débuts
Il compte parmi les fondateurs du Movimento Endireita Brasil en 2006. Celui-ci s'est opposé aux présidences de Luiz Inácio Lula da Silva et de Dilma Rousseff, et promeut le libéralisme économique. Les membres du mouvement ont bénéficié d'une formation au sein du Leadership Institute du parti républicain (États-Unis).
Il est candidat du parti Démocrates au poste de député d'État en 2010 mais n'est pas élu. Il est ensuite candidat au poste de député fédéral lors des élections de 2018 mais échoue à nouveau. Outre le libéralisme économique, il fait campagne sur des positions conservatrices, s'engageant contre le droit à l'avortement et la reconnaissance du mariage homosexuel, et en faveur de l'instauration de la peine de mort. Son affiche électorale, lors de la campagne de 2018, suggère d’assassiner les paysans du Mouvement des sans-terre (qui occupent régulièrement des terrains inutilisés par de grands propriétaires terriens). Il a par ailleurs exprimé sa sympathie pour la dictature militaire brésilienne.
Il est désigné secrétaire particulier du gouverneur de l'État de São Paulo Geraldo Alckmin (PSDB) en mars 2013, puis secrétaire à l’environnement en juin 2016.

#### Ministre de l'Environnement
Nommé ministre de l’Environnement par Jair Bolsonaro en janvier 2019, il réduit significativement les budgets des agences de protection de la nature et assouplit les normes environnementales, tout en recevant à Brasília des personnalités condamnées pour déforestation illégale. Sa gestion est marquée par une forte accélération de la déforestation dans la forêt amazonienne. Pus de 11 000 km² d’Amazonie sont détruits sur l’année 2020, un record en quinze ans. WWF Brésil le qualifie de «pire ministre de l’Environnement de l’histoire» du pays.  
Proche des milieux d'affaires, il considère le réchauffement climatique comme une « question secondaire » mais se prononce en faveur du maintien, sous conditions, du Brésil dans l'accord de Paris sur le climat. Il doit également gérer une vague de feux de forêt en 2019 en Amazonie et la marée noire de 2019 sur les côtes du Nord-Est du pays. 
Il démissionne en juin 2021 pour des « motifs personnels ». Il est remplacé par Joaquim Alvaro Pereira Leite, ancien conseiller de la Société rurale brésilienne, organisation représentant les intérêts de l’agronégoce,,.  

#### Affaires judiciaires
Il fait l'objet d'une enquête judiciaire à partir de 2017 pour violation des lois environnementales, étant accusé d'avoir illégalement modifié le tracé d'une zone protégée concernant le rio Tietê au bénéfice d’intérêts économiques privés alors qu'il était secrétaire à l’environnement de l'État de São Paulo. Il est condamné en 2018 et fait appel du jugement. 
Il fait également l'objet d'une autre enquête en raison de soupçons d'enrichissement illicite, sa fortune personnelle ayant plus que triplé entre 2013 et 2018. 
La police effectue en mai 2021 une série de perquisitions au domicile et dans les locaux du ministère de Ricardo Salles, celui-ci ainsi que plusieurs hauts fonctionnaires de son administration étant soupçonnés de corruption et malversation pour avoir favorisé un vaste réseau de trafic illégal de bois d’Amazonie destiné à l’exportation.